# Yoshio Nakajima
Yoshio Nakajima (中島由夫 (Nakajima Yoshio?)), född 1940 i Kawamoto (nuvarande Fukaya) i Japan, är en japansk målare, grafiker och performancekonstnär.
Yoshio Nakajima började tidigt att studera konst i Tokyo och var på 1950-talet elev till Dadakan som var en radikal performanceartist från Tokyo. Därpå var han med på en mängd olika utställningar i Amsterdam, Paris, London, Antwerpen och Moskva. I Amsterdam kom han i kontakt med Provorörelsen som han arbetade tillsammans med. Efter studier i Los Angeles kom han till Göteborg 1966, som första japanska elev på Konsthögskolan Valand. Samma år, i samband med Valands 100-årsjubileum, iscensatte han en performance tillsammans med Bengt Hinnerson som också var student på skolan. Han tog examen från Valand 1968.
I Göteborg iscensatte han en rad happenings och performances, ett flertal av dessa på Kungsportsavenyn.
Yoshio Nakajima var med och startade Fluxus Scandinavia och Bauhaus Situationiste, eller Drakabygget som det också kallades, och arbetade tillsammans med skandinaviska situationister som Hardy Strid, J.V. Martin, Jørgen Nash, och Jens Jørgen Thorsen.
Han är idag representerad på över 35 konstmuseer världen över och han har arrangerat mer än 500 performances, bland annat tillsammans med Yoko Ono, John Cage och Robert Rauschenberg.
Utöver alla happenings, events och performances har han också skapat en stor mängd grafik, måleri och objekt.
2002 övertog Yoshio Nakajima Raus Stenkärlsfabrik utanför Helsingborg, där han idag bor och är verksam.
I oktober 2004 invigdes Yoshio Nakajima Art Museum i hans födelsestad Kawamoto.